# ČSD-Baureihe E 669.2
Die ČSD-Baureihe E 669.2 (ab 1988: Baureihe 182) sind sechsachsige elektrische Güterzuglokomotiven der einstigen Tschechoslowakischen Staatsbahn ČSD für das 3-kV-Gleichstromsystem im Norden und Osten der ehemaligen Tschechoslowakei. Sie entstanden als Weiterentwicklung der Vorgängerbaureihe E 669.1.

## Geschichte
Nachdem zwei Serien der sechsachsigen Güterzuglokomotiven E 669.1 ausgeliefert waren, bestand noch weiterer Bedarf an sechsachsigen Lokomotiven für den schweren Güterzugdienst. Deshalb wurden die genannten E 669.2 entwickelt und 1963–1965 an die Tschechoslowakischen Staatsbahn ČSD ausgeliefert.
Die Lokomotiven hatten dasselbe Einsatzgebiet wie die Vorgängerbaureihe. Sie wurde von beiden Bahnverwaltungen, der ČD und der ZSSK übernommen und beeindruckten von Anfang an durch ihre enorme Zugkraft und ihren ruhigen Lauf vor schweren Zügen.
Größtenteils sind heute ihre Leistungen auf Grund des rückläufigen Güterverkehrs von modernen vierachsigen Lokomotiven übernommen wurden. Einige wenige Lokomotiven sind noch betriebsfähig. Zwei Maschinen sind betriebsfähige Museumslokomotiven; die 182 002 bei den ČD und die 182 133 bei den ZSSK.
Durch Advanced World Transport wird die 182 053 im regulären Dienst eingesetzt, sie wurde im Corporate Design des Unternehmens lackiert.

## Technische Merkmale

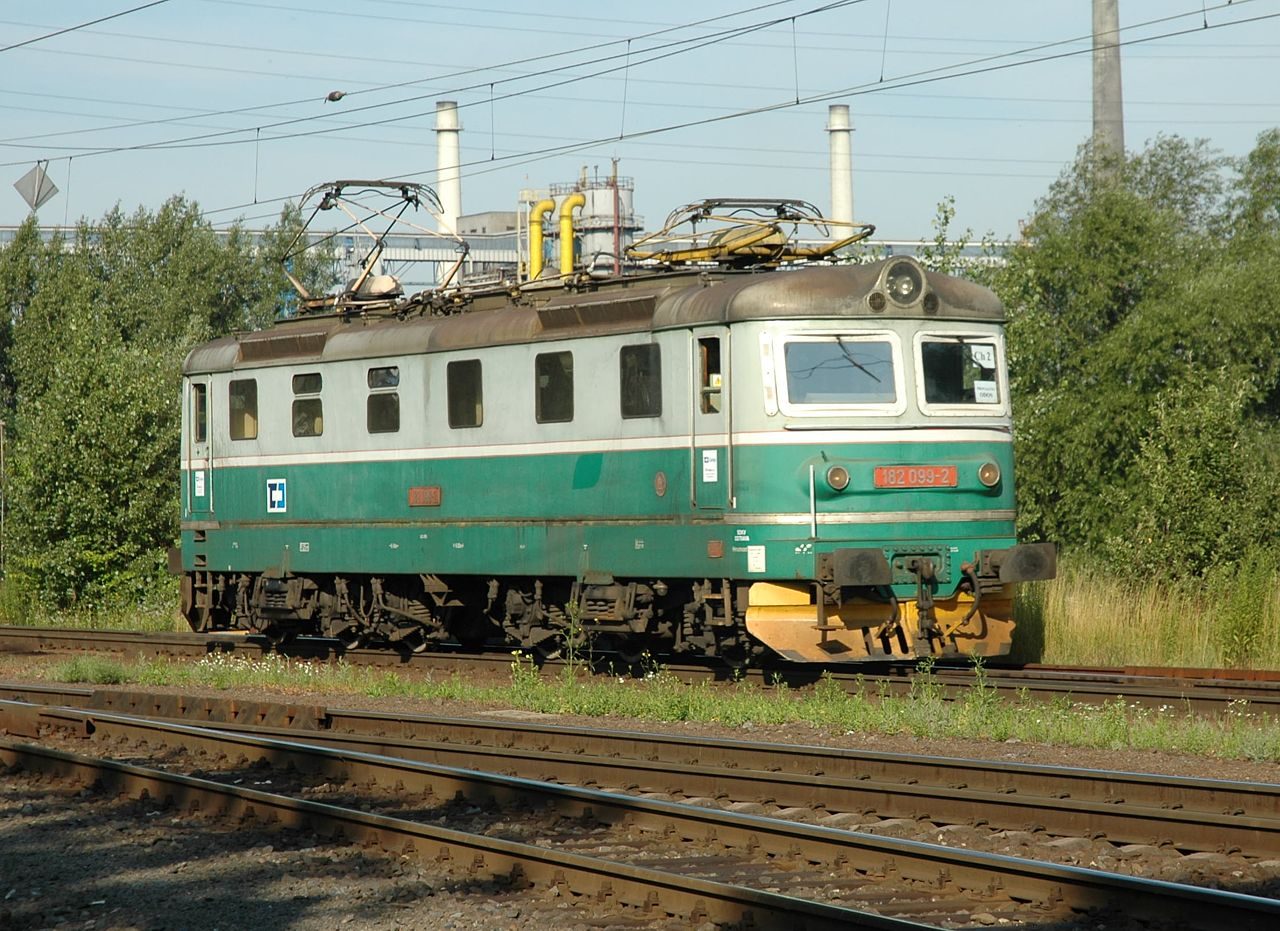
182 099 von ČD Cargo in Ostrava (2008)

Die Lokomotiven sind Kastenlokomotiven mit Führerständen an beiden Enden und dazwischen liegendem Maschinenraum. Der Kasten der Lokomotiven ist eine geschweißte Stahlkonstruktion. Im Gegensatz zur Vorgängerbauart gibt es auf beiden Seiten jedes Führerstandes je einen Einstieg. Die Kopfstücke tragen Seitenpuffer und Schraubenkupplungen, sie sind auf den Einbau von Mittelpufferkupplungen ausgelegt.
Der Lokkasten entspricht bis auf Kleinigkeiten (z. B. ist die Form der Lufteinläufe in den Dachschrägen anders) dem der Vorgängerbauart. Die Drehgestelle weisen im Vergleich zu den E 669.1 einen kleineren Achsstand auf, um auf Strecken mit engen Gleisbögen einen geringeren Verschleiß zu haben. Ansonsten entsprechen auch sie der Vorgängerbauart.
Die Steuerung ist wie bei der Vorgängerbauart eine Widerstandssteuerung, nur ist sie hier mit 42 Fahrstufen feiner gestuft. Die Fahrmotoren sind in Tatzlagerbauart ausgeführt und werden für das Erzielen mehrerer verlustfreier Dauerfahrstufen gruppenweise umgeschaltet:
1. Serie (alle sechs Fahrmotoren in Reihe, Motorklemmenspannung 500 V),
2. seriparallel 1 (zwei parallele Gruppen mit je drei Fahrmotoren in Reihe, Motorklemmenspannung 1 kV) und
3. seriparallel 2 (drei parallele Gruppen mit je zwei Motoren in Reihe, Motorklemmenspannung 1,5 kV).

Die Lokomotiven sind mit einer Gleitschutzeinrichtung und einer Sicherheitsfahrschaltung ausgerüstet.

## Weitere Einsätze
Ab 2005 wurden mehrere Lokomotiven nach Polen an private Betreiber gegeben, wobei sie ihre letzte Nummerierung behielten und lediglich als ET182 bezeichnet wurden. Es erhielten CTL Logistics 38 Lokomotiven, DB Schenker Rail Polska 10 Lokomotiven, Lotos Kolej 13 Lokomotiven, STK 2 Lokomotiven und Transoda eine Lokomotive. Viele Fahrzeuge gingen in den Besitz der Gesellschaften über, einige wurden auch vermietet.